# Clytus raddensis
Clytus raddensis là một loài bọ cánh cứng trong họ Cerambycidae.